# Mar de Ross

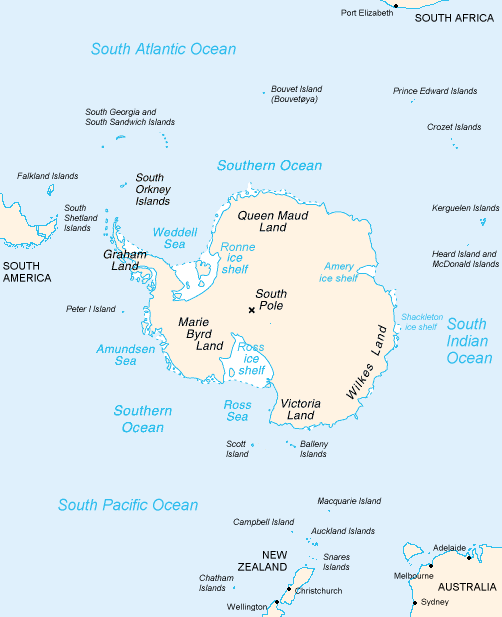
Mapa de l'Antàrtida, amb la mar de Ross a la part de sota

Mars de l'Antàrtida, amb el mar de Ross a la part inferior esquerra

La mar de Ross és un gran entrant de l'oceà Antàrtic a la costa de l'Antàrtida, entre la Terra de Victòria i la Terra de Marie Byrd. Fou descoberta per James Ross el 1841, d'aquí el seu nom. A l'oest de la mar de Ross hi ha l'illa de Ross, on s'aixeca l'Erebus, el volcà actiu més meridional de la Terra; a l'est hi ha l'illa de Roosevelt. La part meridional està coberta per la barrera de gel de Ross. Roald Amundsen va començar la seva expedició al pol Sud del 1911 partint de l'anomenada badia Balenes, situada al nord de la barrera de gel. A la part occidental de la mar de Ross, l'estret McMurdo és un port natural que normalment es troba lliure de gel durant l'estiu. La part més meridional de la mar és la costa de Gould, situada a uns 300 km del Pol Sud geogràfic.

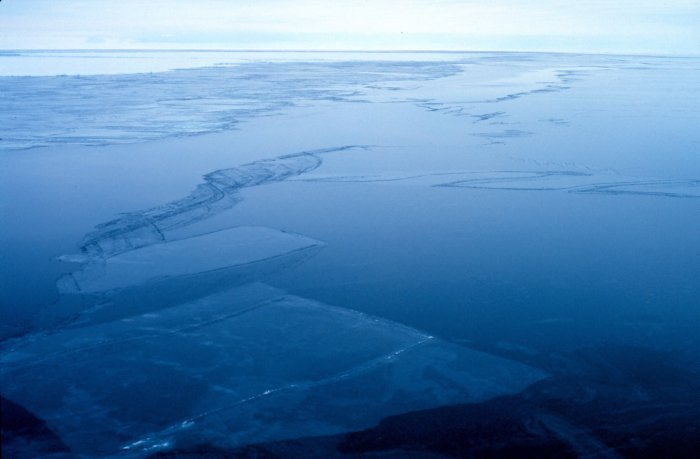
Plaques de gel a la mar de Ross

Totes les masses terrestres al voltant de la mar de Ross són reclamades pel Regne Unit i Nova Zelanda sota la jurisdicció de la dependència de Ross, però hi ha pocs estats de fora del Commonwealth que reconeguin aquesta reclamació.
A la mar de Ross, el 22 de febrer del 2007 es va capturar un calamar colossal de 10 metres de llarg i 450 quilos de pes.
Baix més de 180 metres sota la superfície es van descobrir un amfípode (Lysianassidae), a la capa de Ross.
La circulació del mar de Ross està dominada per un gir oceànic impulsat pel vent i el flux està fortament influenciat per tres dorsals submarines que van de sud-oest a nord-est. El corrent circumpolar d'aigües profundes és una massa d'aigua relativament càlida, salada i rica en nutrients que flueix a la plataforma continental en determinats llocs. El mar de Ross està cobert de gel durant la major part de l'any.
L'aigua carregada de nutrients suporta una abundància de plàncton i això fomenta una rica fauna marina. Almenys deu espècies de mamífers, sis espècies d'ocells i 95 espècies de peixos s'hi troben, així com molts invertebrats, i el mar roman relativament no afectat per les activitats humanes. Nova Zelanda ha afirmat que el mar està sota la seva jurisdicció com a part de la dependència de Ross. Els biòlegs marins consideren que el mar té un alt nivell de diversitat biològica i és el lloc de moltes investigacions científiques. També és el focus d'alguns grups ecologistes que han fet campanya perquè la zona es proclami reserva marina mundial. L'any 2016 un acord internacional va establir la regió com a parc marí.

## Descripció
El mar de Ross va ser descobert per l'expedició Erebus i Terror el 1841. A l'oest del mar de Ross es troba l'Illa de Ross amb el volcà Erebus; a l'est es troba l'Illa de Roosevelt. La part sud està coberta per la Barrera de gel de Ross. Roald Amundsen va iniciar la seva expedició al pol sud el 1911 des de la badia Balenes, que es trobava a la plataforma. A les parts occidentals del mar de Ross, l'Estret McMurdo és un port que sol estar lliure de gel durant l'estiu. La part més al sud del mar de Ross és la costa de Gould, que és d'aproximadament a 200 km del pol sud geogràfic.

## Geologia

### La plataforma continental
El mar de Ross (i la Barrera de gel de Ross) es troba sobre una plataforma continental profunda. Encara que la profunditat mitjana de les plataformes continentals del món és d'uns 130 metres, la profunditat mitjana de la plataforma de Ross és d'uns 500 metres. És menys profund al mar de Ross occidental (longituds est) que a l'est (longituds oest). Aquesta condició d'aprofundiment excessiu es deu als cicles d'erosió i deposició de sediments de l'expansió i la contracció de les plaques de gel que anul·len la plataforma durant l'Oligocè i temps posteriors, i també es troba en altres llocs de l'Antàrtida. L'erosió es va centrar més en les parts interiors de la plataforma mentre que la deposició de sediments dominava la plataforma exterior, fent que la plataforma interior sigui més profunda que l'exterior.

Geologia del fons marí de l'Antàrtida del mar de Ross que mostra les principals conques i llocs de perforació

Els estudis sísmics de la segona meitat del segle xx van definir les principals característiques de la geologia del mar de Ross. Les roques més profundes o del soterrani estan dividides en quatre grans sistemes de graben de tendència nord, que són conques per a l'ompliment sedimentari. Aquestes conques inclouen la conca terrestre del nord i la Victòria a l'oest, la conca central i la conca oriental, que té aproximadament la mateixa amplada que les altres tres. El Coulman High separa la Victoria Land Basin i el Central Trough i el Central High separa el Central Trough i la Eastern Basin. La majoria de les fallades i la formació de grabens que l'acompanyen juntament amb l'extensió de l'escorça es van produir durant la separació del microcontinent Zealandia de l'Antàrtida a Gondwana durant el Cretaci. L'edat del paleogen i el neogen i la fallada i l'extensió es restringeixen a la conca terrestre de Victòria i la conca del nord.

### Estratigrafia
Els grabens del soterrani estan plens de sediments de rift de caràcter i edat incerts. Una disconformitat generalitzada ha tallat el soterrani i el farciment sedimentari de les grans conques. Per sobre d'aquesta important disconformitat (anomenada RSU-6) hi ha una sèrie d'unitats sedimentàries marines glacials dipositades durant múltiples avanços i retirades de la capa de gel antàrtica a través del fons marí del mar de Ross durant l'Oligocè i més tard.

### Perforació geològica
Els forats han recuperat nuclis de roca de les vores occidentals del mar. Els esforços recents més ambiciosos són el projecte Cape Roberts (CRP) i el projecte ANDRILL. Deep Sea Drilling Project (DSDP) El tram 28 va completar diversos forats (270–273) més lluny de la terra a les parts central i occidental del mar. Aquests van donar lloc a la definició d'una estratigrafia per a la majoria de les seqüències glacials més antigues, que comprenen l'Oligocè i els sediments més joves. S'ha proposat la gran disconformitat RSU-6 a tot el mar de Ross per marcar un esdeveniment climàtic global i la primera aparició de la capa de gel antàrtica en l'Oligocè.
Durant el 2018, l'Expedició 374 de l’International Ocean Discovery Program (IODP), l'últim successor del DSDP, va perforar forats addicionals (U1521-1525) al mar de Ross central per determinar la història de la capa de gel del Neogen i Quaternari.
La naturalesa de les roques del soterrani i el farciment dins dels grabens es coneixen en pocs llocs. S'han mostrejat roques del soterrani al lloc de perforació DSDP Leg 28 270 on es van recuperar roques metamòrfiques d'edat desconeguda, i a l'est del mar de Ross on es va recollir una draga de fons. En ambdues localitzacions, les roques metamòrfiques són milonites deformades al Cretaci, cosa que suggereix un estirament extrem de l'emplaçament de Ross durant aquest temps.
Marie Byrd Land: les roques exposades a l'oest de Marie Byrd Land a la península d'Eduard VII i dins de les serralades de Ford són candidates per al soterrani a l'est del mar de Ross. Les roques més antigues són sediments pèrmics de la Formació Swanson, que està lleugerament metamorfosada. La granodiorita Ford de l'edat devoniana s'introdueix en aquests sediments. Al seu torn, el granit de Byrd Coast del Cretaci s'introdueix a les roques més antigues. La costa de Byrd i les formacions més antigues han estat tallades per dics de basalt.
Escampades per les serres Ford i les muntanyes Fosdick hi ha roques volcàniques del Cenozoic tardà que no es troben a l'oest a la península d'Eduard VII. Les roques metamòrfiques, les migmatites, es troben a les muntanyes Fosdick i les muntanyes Alexandra. Aquests van ser metamorfosats i deformats al Cretaci.
El sistema del Supergrup Ross i les roques Beacon Supergroup - Sistema Ross exposades a la Terra de Victòria i a les Muntanyes Transantàrtiques al costat occidental del mar de Ross són possibles roques del soterrani sota la coberta sedimentària del fons del mar. Les roques són d'edat del Precambrià superior a Paleozoic inferior, deformades en molts llocs durant l'orogènia de Ross al Cambrià. Aquestes roques metasedimentàries miogeosinclinals estan compostes en part per carbonat de calci, sovint incloent pedra calcària. Els grups del sistema Ross inclouen Robertson Bay Group, Priestley Group, Skelton Group, Beardmore Group, Byrd Group, Queen Maud Group i Koettlitz Group. El Robertson Bay Group es compara estretament amb altres membres del Ross System. Les roques del grup Priestley són similars a les del grup de la badia de Robertson i inclouen pissarres fosques, argilites, limolites, gresos fins i calcàries. Es poden trobar a uesprop de les glaceres Priestley i Campbell. Durant trenta milles al llarg de la glacera inferior Skelton hi ha els grauvaq i argilites calcaris del grup Skelton. La regió entre la glacera inferior de Beardmore i la glacera inferior de Shackelton es troba el grup Beardmore. Al nord de la glacera de Nimrod hi ha quatre serralades amb falla de blocs que formen el grup Byrd. El contingut de l'àrea del grup Queen Maud és principalment granit posttectònic.
La pedra arenisca de l'edat del Devonià - triàsic i les roques volcàniques de Ferarr de l'edat del Juràssic estan separades del supergrup de Ross per la Peneplain de Kukri. S'han recuperat roques de balises als nuclis de perforació del projecte Cape Roberts a la vora occidental del mar de Ross.

## Oceanografia

### Circulació

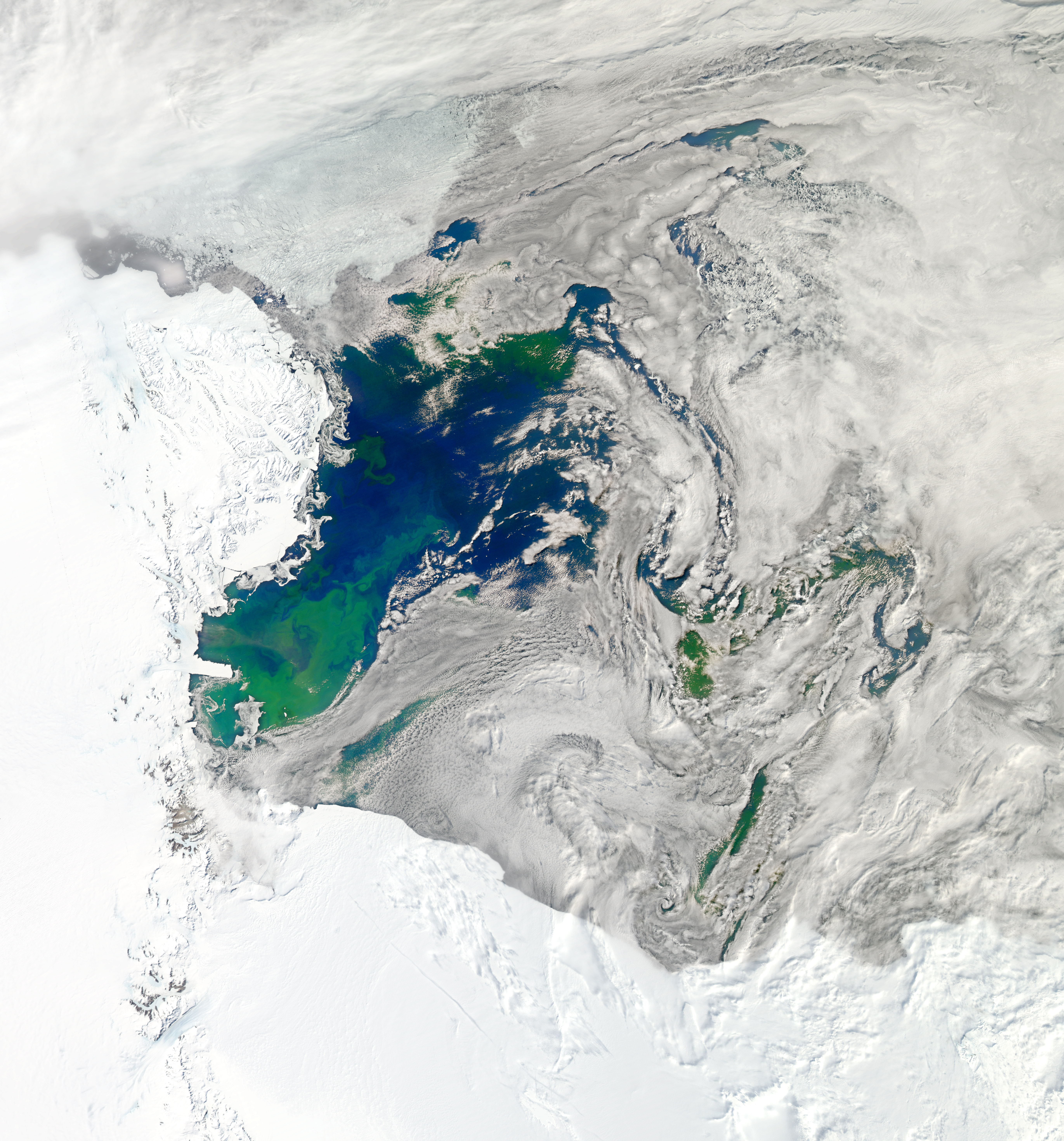
Bloom in the Ross Sea, gener de 2011

El mar de Ross acull almenys 10 espècies de mamífers, mitja dotzena d'espècies d'ocells, 95 espècies de peixos i més de 1.000 espècies d'invertebrats. Algunes espècies d'ocells que nidifiquen al mar de Ross i als seus voltants inclouen el Pingüí d'Adèlia, el pingüí emperador, el Petrell antàrtic, el de les neus i el skúa del pol sud. Els mamífers marins del mar de Ross inclouen el rorqual antàrtic, l'orca, la foca de Weddell, la foca menjacrancs i la foca lleopard. El peix austral antàrtic, el peix platejat antàrtic, el krill antàrtic i el krill de cristall també neden a les fredes aigües antàrtiques del mar de Ross.
La flora i la fauna es consideren similars a altres regions marines del sud de l'Antàrtida. Particularment a l'estiu, l'aigua de mar rica en nutrients dona suport a una vida planctònica abundant que al seu torn proporciona aliment a espècies més grans, com ara peixos, foques, balenes i ocells marins i litorals.
Els albatros depenen del vent per viatjar i no poden sortir a l'aire en calma. Els vents de l'oest no s'estenen tan al sud com la vora del gel i, per tant, els albatros no viatgen sovint a la capa de gel. Un albatros quedaria atrapat en un banc de gel durant molts dies si aterrava a la calma.
Les parts costaneres del mar contenen una sèrie de colonies de pingüins Adèlia i emperador, que s'han observat en diversos llocs al voltant del mar de Ross, tant cap a la costa com cap a fora en mar obert.
A 10 metres, un calamar colossal amb un pes de 495 quilos va ser capturat al mar de Ross el 22 de febrer de 2007.
A l'hivern del sud del 2017, els científics de Nova Zelanda van descobrir per primera vegada el caldo de cria del peix austral de l'dissostichus mawsoni a les muntanyes submarines del nord del mar de Ross subratllant el poc que se sap sobre l'espècie.

### Àrea Marina Protegida
El 28 d'octubre de 2016, a la seva reunió anual a Hobart, la CCAMLR va declarar un parc marí del mar de Ross, en virtut d'un acord signat per 24 països i la Unió Europea. Protegia més d'1,5 milions de quilòmetres quadrats de mar i era l’àrea protegida més gran del món en aquell moment. Tanmateix, una disposició de caducitat de 35 anys formava part de les negociacions, la qual cosa significa que no compleix la definició d'àrea marina protegida de la Unió Internacional per a la Conservació de la Natura, que exigeix que sigui permanent.
A partir de l'any 2005, la Comissió per a la Conservació dels Recursos Vius Marins de l'Antàrtida (CCAMLR) va encarregar l'anàlisi científica i la planificació de les àrees marines protegides (AMP) a l'Antàrtida. El 2010, la CCAMLR va aprovar la proposta del seu Comitè Científic de desenvolupar AMPs antàrtiques amb finalitats de conservació. El Departament d'Estat dels EUA va presentar una proposta per a una AMP del mar de Ross a la reunió de setembre de 2012 de la CCAMLR. En aquesta fase, es va iniciar una campanya sostinguda de diverses ONG nacionals i internacionals per accelerar el procés.
El juliol de 2013, la CCAMLR va celebrar una reunió a Bremerhaven, a Alemanya, per decidir si convertir el mar de Ross en una AMP. L'acord va fracassar perquè Rússia hi va votar en contra, citant la incertesa sobre si la comissió tenia l'autoritat per establir una àrea marina protegida.
L'octubre de 2014, la proposta de l'AMP va ser novament derrotada a la CCAMLR per vots en contra de la Xina i Rússia. A la reunió d'octubre de 2015, es va ampliar una proposta d'AMP revisada dels EUA i Nova Zelanda amb l'ajuda de la Xina, que, tanmateix, va canviar les prioritats de l'AMP de conservació en permetre la pesca comercial. La proposta va ser novament bloquejada per Rússia.

### Pesca de lluç negre
L'any 2010, la pesca de peixos de mar de l'Antàrtic del mar de Ross va ser certificada de manera independent pel Marine Stewardship Council, i ha estat qualificada com a "Bona alternativa" pel programa Monterey Bay Aquarium Seafood Watch. No obstant això, un document de 2008 presentat a la Comissió per a la Conservació dels Recursos Vius Marins de l'Antàrtida (CCAMLR) va informar de disminucions significatives de les poblacions de merluza negra del so de McMurdo coincidint amb el desenvolupament de la indústria de la pesca de dent industrial des de 1996, i altres informes han observat una disminució coincident en el nombre d'orques. L'informe recomanava una moratòria total de la pesca a la plataforma de Ross. L'octubre de 2012, Philippa Ross, la besnéta de James Ross, va expressar la seva oposició a la pesca a la zona.
A l'hivern del sud del 2017, els científics de Nova Zelanda van descobrir per primera vegada el caldo de cria del peix austral de l'Antàrtida a les muntanyes submarines del nord del mar de Ross subratllant el poc que se sap sobre l'espècie.

### Àrea Marina Protegida
El 28 d'octubre de 2016, a la seva reunió anual a Hobart, la CCAMLR va declarar un parc marí del mar de Ross, en virtut d'un acord signat per 24 països i la Unió Europea. Protegia més d'1,5 milions de quilòmetres quadrats de mar i era l’àrea protegida més gran del món en aquell moment. Tanmateix, una disposició de caducitat de 35 anys formava part de les negociacions, la qual cosa significa que no compleix la definició d'àrea marina protegida de la Unió Internacional per a la Conservació de la Natura, que exigeix que sigui permanent.
A partir de l'any 2005, la Comissió per a la Conservació dels Recursos Vius Marins de l'Antàrtida (CCAMLR) va encarregar l'anàlisi científica i la planificació de les àrees marines protegides (AMP) a l'Antàrtida. El 2010, la CCAMLR va aprovar la proposta del seu Comitè Científic de desenvolupar AMPs antàrtiques amb finalitats de conservació. El Departament d'Estat dels EUA va presentar una proposta per a una AMP del mar de Ross a la reunió de setembre de 2012 de la CCAMLR. En aquesta fase, es va iniciar una campanya sostinguda de diverses ONG nacionals i internacionals per accelerar el procés.
El juliol de 2013, la CCAMLR va celebrar una reunió a Bremerhaven, a Alemanya, per decidir si convertir el mar de Ross en una AMP. L'acord va fracassar perquè Rússia hi va votar en contra, citant la incertesa sobre si la comissió tenia l'autoritat per establir una àrea marina protegida.
L'octubre de 2014, la proposta de l'AMP va ser novament derrotada a la CCAMLR per vots en contra de la Xina i Rússia. A la reunió d'octubre de 2015, es va ampliar una proposta d'AMP revisada dels EUA i Nova Zelanda amb l'ajuda de la Xina, que, tanmateix, va canviar les prioritats de l'AMP de conservació en permetre la pesca comercial. La proposta va ser novament bloquejada per Rússia.